# Мурино (Плав)
Мурино је насеље у општини Плав, у Црној Гори. Према попису из 2011. било је 462 становника (према попису из 2003. било је 545 становника).

## Историја
Камени мост преко Лима је пуштен у саобраћај децембра 1936.
Мурино је 30. априла 1999. године бомбардовано током НАТО бомбардовања СР Југославије. У нападу је погинуло шест цивила од чега две девојчице (од 9 и 12 година) и један дечак (13 година), а четири лица тешко повређено. У овом нападу је било највише страдалих цивила од бомбардовања на територији Црне Горе.

## Демографија
У насељу Мурино живи 381 пунолетни становник, а просечна старост становништва износи 35,5 година (34,5 код мушкараца и 36,4 код жена). У насељу има 165 домаћинстава, а просечан број чланова по домаћинству је 3,30.
Ово насеље је углавном насељено Србима (према попису из 2003. године).
|  |

| Демографија | Демографија | Демографија |
| Година      | Становника  | Становника  |
| ----------- | ----------- | ----------- |
|             |             |             |
|             |             |             |
|             |             |             |
|             |             |             |
| 1948.       | 789         |             |
| 1953.       | 660         |             |
| 1961.       | 784         |             |
| 1971.       | 724         |             |
| 1981.       | 609         |             |
| 1991.       | 538         | 529         |
| 2003.       | 580         | 545         |
| 2011.       |             | 462         |

| Национални састав према попису из 2003.‍ | Национални састав према попису из 2003.‍ | Национални састав према попису из 2003.‍ | Национални састав према попису из 2003.‍ | Национални састав према попису из 2003.‍ |
| --------------------------------------- | --------------------------------------- | --------------------------------------- | --------------------------------------- | --------------------------------------- |
|                                         |                                         |                                         |                                         |                                         |
| Срби                                    | Срби                                    |                                         | 386                                     | 70,82%                                  |
| Црногорци                               | Црногорци                               |                                         | 130                                     | 23,85%                                  |
| Албанци                                 | Албанци                                 |                                         | 11                                      | 2,01%                                   |
| Муслимани                               | Муслимани                               |                                         | 9                                       | 1,65%                                   |
| Хрвати                                  | Хрвати                                  |                                         | 2                                       | 0,36%                                   |
| непознато                               | непознато                               |                                         | 1                                       | 0,18%                                   |

| Национални састав према попису из 2011.‍ | Национални састав према попису из 2011.‍ | Национални састав према попису из 2011.‍ | Национални састав према попису из 2011.‍ | Национални састав према попису из 2011.‍ |
| --------------------------------------- | --------------------------------------- | --------------------------------------- | --------------------------------------- | --------------------------------------- |
|                                         |                                         |                                         |                                         |                                         |
| Срби                                    | Срби                                    |                                         | 293                                     | 63,42%                                  |
| Црногорци                               | Црногорци                               |                                         | 145                                     | 31,38%                                  |
| Албанци                                 | Албанци                                 |                                         | 12                                      | 2,59%                                   |

| Година пописа     | 1948. | 1953. | 1961. | 1971. | 1981. | 1991. | 2003. |
| ----------------- | ----- | ----- | ----- | ----- | ----- | ----- | ----- |
| Број домаћинстава | 166   | 144   | 176   | 157   | 137   | 146   | 170   |

| Број чланова      | 1   | 2  | 3  | 4  | 5  | 6  | 7  | 8 | 9 | 10 и више | Просек |
| ----------------- | --- | -- | -- | -- | -- | -- | -- | - | - | --------- | ------ |
| Број домаћинстава | 165 | 37 | 29 | 33 | 19 | 21 | 17 | 5 | 3 | 1         | 0      |

| Пол    | Укупно | Неожењен/Неудата | Ожењен/Удата | Удовац/Удовица | Разведен/Разведена | Непознато |
| ------ | ------ | ---------------- | ------------ | -------------- | ------------------ | --------- |
| Мушки  | 201    | 76               | 112          | 8              | 4                  | 1         |
| Женски | 205    | 47               | 113          | 41             | 4                  | 0         |
| УКУПНО | 406    | 123              | 225          | 49             | 8                  | 1         |

| Пол    | Укупно                    | Пољопривреда, лов и шумарство | Рибарство                            | Вађење руде и камена | Прерађивачка индустрија       |
| ------ | ------------------------- | ----------------------------- | ------------------------------------ | -------------------- | ----------------------------- |
| Мушки  | 74                        | 11                            | 0                                    | 0                    | 17                            |
| Женски | 37                        | 1                             | 0                                    | 0                    | 7                             |
| УКУПНО | 111                       | 12                            | 0                                    | 0                    | 24                            |
| Пол    | Производња и снабдевање   | Грађевинарство                | Трговина                             | Хотели и ресторани   | Саобраћај, складиштење и везе |
| Мушки  | 0                         | 2                             | 5                                    | 5                    | 5                             |
| Женски | 0                         | 0                             | 5                                    | 4                    | 1                             |
| УКУПНО | 0                         | 2                             | 10                                   | 9                    | 6                             |
| Пол    | Финансијско посредовање   | Некретнине                    | Државна управа и одбрана             | Образовање           | Здравствени и социјални рад   |
| Мушки  | 0                         | 0                             | 18                                   | 2                    | 2                             |
| Женски | 0                         | 1                             | 3                                    | 4                    | 7                             |
| УКУПНО | 0                         | 1                             | 21                                   | 6                    | 9                             |
| Пол    | Остале услужне активности | Приватна домаћинства          | Екстериторијалне организације и тела | Непознато            | Непознато                     |
| Мушки  | 2                         | 0                             | 0                                    | 5                    | 5                             |
| Женски | 1                         | 0                             | 0                                    | 3                    | 3                             |
| УКУПНО | 3                         | 0                             | 0                                    | 8                    | 8                             |